# Iglesia de San Francisco de Asís (Oviedo)
La iglesia de San Francisco de Asís es un templo católico de la capital asturiana, situado en la actual Plaza del Fresno (antigua Plaza de la Gesta) de Oviedo (España). La iglesia es conocida popularmente como la Iglesia redonda.

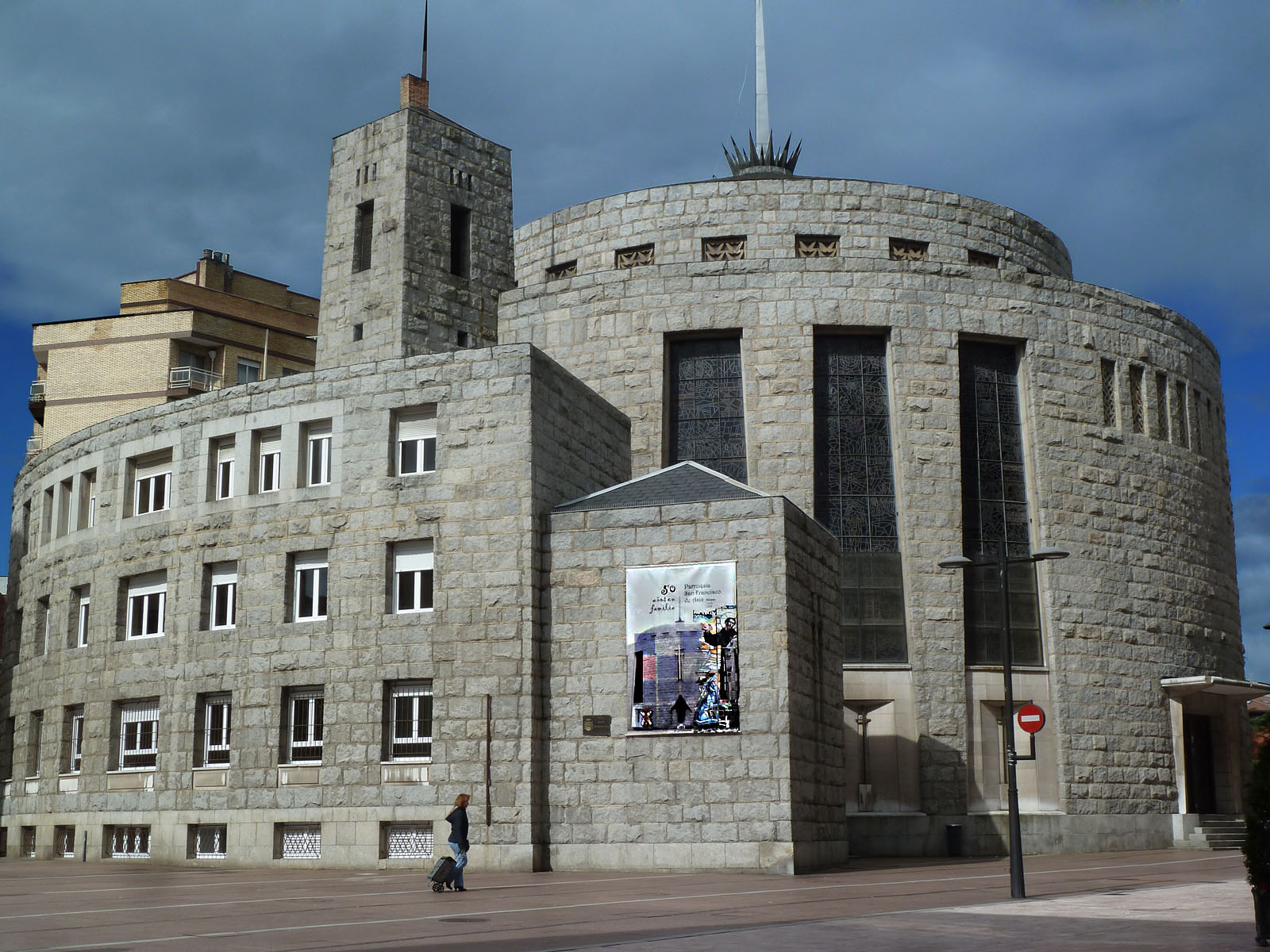
Iglesia de San Francisco de Asís en Oviedo

## Descripción

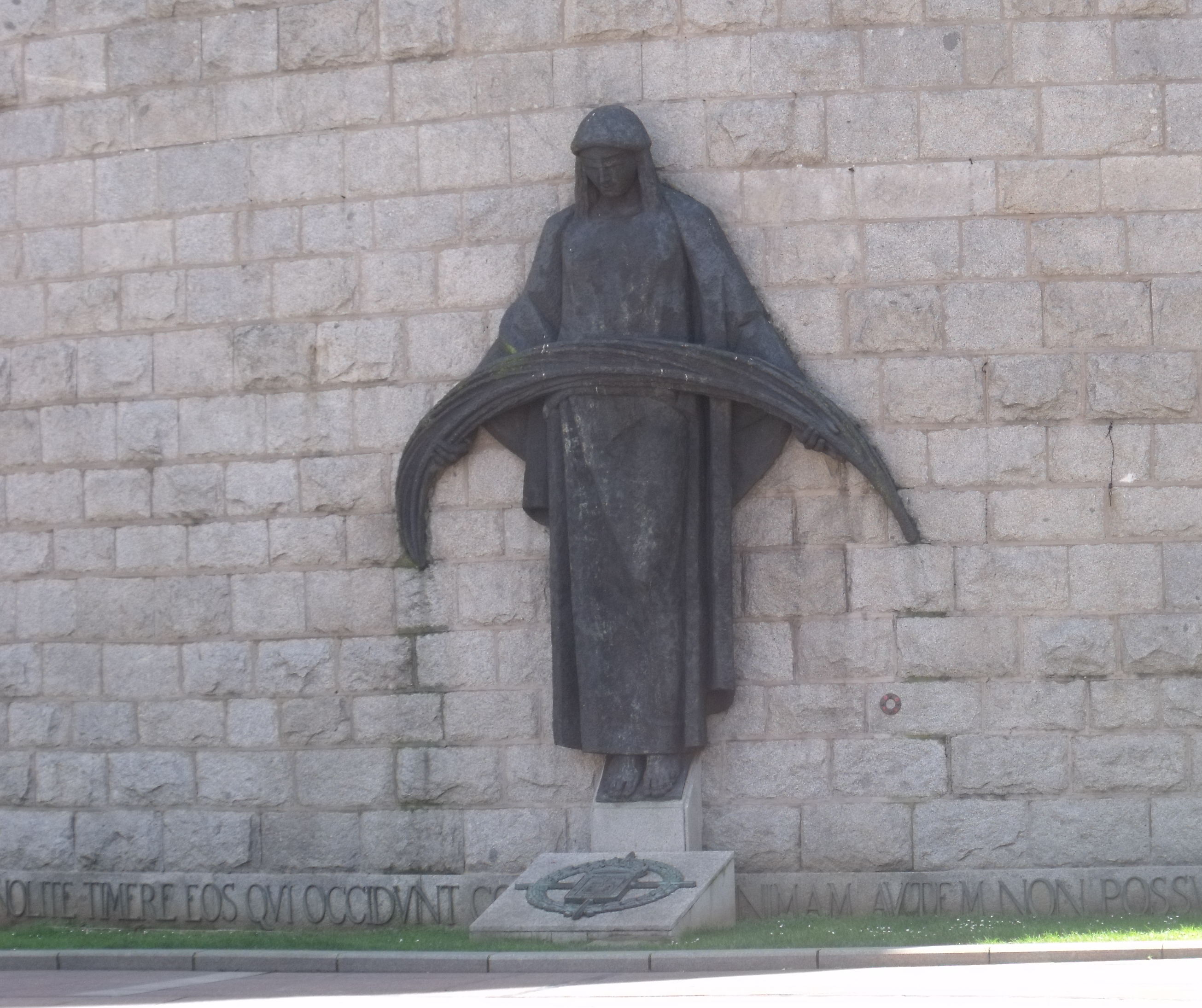
Ángel de Cruz Solís

Fue construida en el año 1961 por el arquitecto Luis Prieto Bances e inaugurada por Carmen Polo y el arzobispo de Oviedo Vicente Enrique y Tarancón. El edificio está revestido de granito gris y la parte central lo forman dos cilindros siendo el interior más alto que el exterior. En uno de sus laterales, sobre el edificio parroquial, se eleva una torre campanario de idéntico material que el resto del edificio. La iluminación natural del interior se consigue mediante vidrieras de grandes dimensiones con escenas del Antiguo y Nuevo Testamento y de la vida de San Francisco de Asís. El granito fue donado por el pueblo gallego en agradecimiento a la placa conmemorativa con los escudos de las cuatro provincias gallegas y que recordaba la entrada de las Columnas Gallegas en la capital asturiana durante la Guerra Civil Española. En el exterior, sobre su flanco norte, se localiza una escultura de grandes dimensiones de un Ángel con la Palma del martirio en las manos; fue realizado por Fernando Cruz Solís.
La iglesia es sede de la imagen de la Virgen de la Esperanza propiedad de la Hermandad de los Estudiantes de Oviedo y es obra del imaginero tosiriano, José Miguel Tirao Carpio. La imagen está situada en una capilla visible permanentemente desde la Plaza del Fresno, frente al edificio del Auditorio Príncipe Felipe de Oviedo. El cristo, de grandes dimensiones, que preside el Altar Mayor, es conocido como Cristo de la Paz y es obra, también, de Cruz Solís.

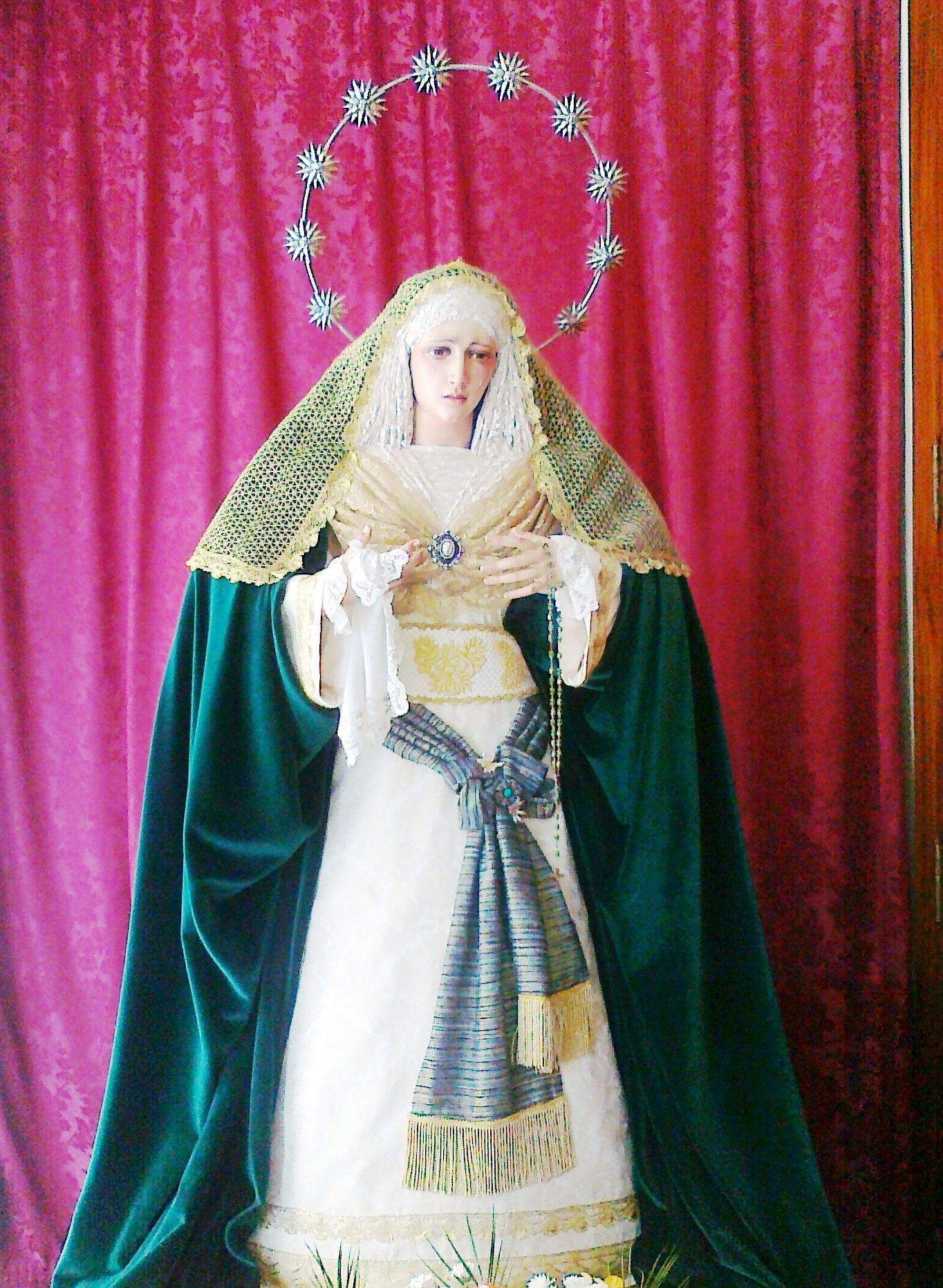
Virgen de la Esperanza

La parroquia cuenta con un órgano de 1.098 tubos construido por el maestro organero Federico Acitores Cabezudo. Fue inaugurado en el año 2000, tiene una dimensión superior a los 3 metros de altura y 2.000 kg de peso y fue sufragado por los feligreses de la parroquia. Se utiliza en los conciertos del Festival internacional de órgano de Asturias.
San Francisco de Asís, junto con la iglesia del Carmen y el Corazón de María, forma parte del grupo de las tres grandes Iglesias construidas en Oviedo tras la Guerra Civil.

## Enlaces
https://www.iglesiadeasturias.org/parroquia/san-francisco-de-asis-oviedo/